# Erebus sumatrensis
Erebus sumatrensis är en fjärilsart som beskrevs av George Francis Hampson 1913. Erebus sumatrensis ingår i släktet Erebus och familjen nattflyn. Inga underarter finns listade i Catalogue of Life.